# Tylocarcinus sinensis
Tylocarcinus sinensis is een krabbensoort uit de familie van de Epialtidae. De wetenschappelijke naam van de soort is voor het eerst geldig gepubliceerd in 1978 door Dai, Yang, Feng & Song.